# Orange SA
Orange SA este un operator de telecomunicații mobile și o subsidiară a grupului France Telecom. Compania este prezentă în Europa, mai exact în Franța, Belgia, Marea Britanie, Elveția, Austria, Polonia, Slovacia, România, Moldova, Spania; în Africa, Orientul mijlociu și în Caraibe.
În iulie 2006 Orange Mobile avea 88,6 milioane de utilizatori.
Orange este parte a grupului France Telecom, una dintre cele mai mari companii de comunicații din lume, cu peste 163 milioane de utilizatori pe cinci continente (noiembrie 2007).

## Scurt istoric
În aprilie 1990 este înființată firma Microtel Communications Ltd ca un comun acord între mai multe companii din Europa Apuseană. În 1991 Microtel primește licența pentru dezvoltarea unei rețele mobile în Marea Britanie. Numele firmei este schimbat în Orange Personal Communications Services Ltd. Apoi, în 1994 brandul Orange este creat de către o echipă internă a Microtel condusă de Chris Moss (directorul de marketing) și susținută de Martin Keogh, Rob Furness și Ian Pond.

## Utilizarea brandului Orange de către alte companii
Din cauza faptului că marca Orange a aparținut firmei Hutchison, multe din subsidiarele Hutchison din Asia și Oceania au folosit marca Orange până de curând.
La 1 februarie Hutchison Telecom a anunțat că va retrage marca Orange din Australia după ce rețeaua CDMA a fost închisă datorită faptului că majoritatea utilizatorilor au migrat la rețeaua 3 care este deținută tot de Hutchison.
Marca Orange a fost retrasă și din India. Orange Mumbai a devenit Hutch. Marca Orange continuă să fie folosită sub licență în Israel de către Partner Communications Company Ltd.

## Orange România
Până în 2002, Orange a operat în România sub marca Dialog. Din 2002, Orange activează sub marca Orange România.